# 飯坂温泉駅
飯坂温泉駅（いいざかおんせんえき）は、福島県福島市飯坂町字十綱下にある福島交通飯坂線の駅で、同線の終点である。

## 歴史
1908年（明治41年） - 1967年（昭和42年）には当駅から十綱橋を渡って東へ徒歩5分程度の所に、福島交通飯坂東線（路面電車）の湯野町駅が存在した。

### 年表

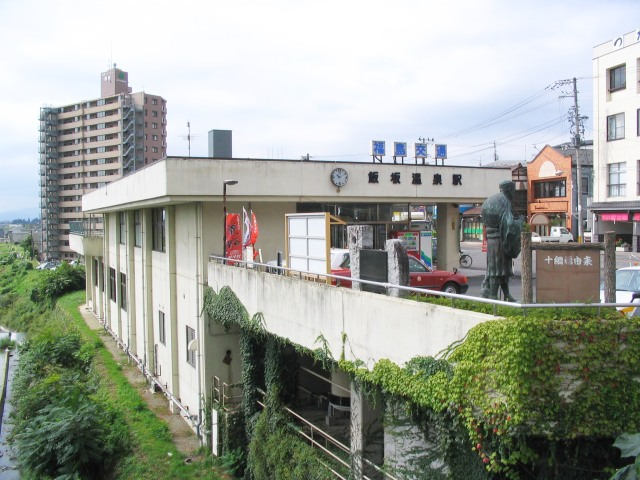
駅舎（改装前、2005年9月）
なお、移転前は現在の駅前広場の
位置に駅舎があった

- 1927年（昭和2年）3月23日：飯坂電車の駅として開業。
- 1982年（昭和57年）12月21日：開業時の位置から100mほど花水坂駅寄りの現在地に移転、駅舎を鉄筋コンクリート造りの物に改築。
- 2010年（平成22年）12月20日：駅舎を和風デザインの物に改装[1]。

## 駅構造
社員配置駅で、摺上川の護岸の斜面に張りつくように建てられた、2面1線の頭端式ホームを持つ地上駅になっている。駅舎は鉄筋コンクリート造りで、十綱橋を渡る道路と飯坂線と平行して走る道路の交差点に面していて、出入口付近にコンビニエンスストア（ファミリーマート）を併設している。出入口は1階にあり、出札口・自動券売機と改札・駅事務室とホームはそこから階段を下りた所にある。またここには待合室やトイレも設置されている。通常は福島駅に向かって左側（東側）が降車用、右側（西側）が乗車用として使われるが、冬季は乗車・降車とも右側（西側）のホームを使用する。なお、発着時以外は原則として改札内に入ることはできない。
1982年（昭和57年）に駅舎が南に移転するまでは、ホームは3面2線で現在より川の流水部に近く低い位置にあり、駅舎は1945年（昭和20年）に護岸の斜面に張りつくように建てられた木造モルタル造りだった。
駅の軽食喫茶や売店があった場所には八百屋の「フレッシュみよし青果」が入り、約30年間に渡り営業していたが、2025年（令和7年）2月22日に閉店することとなった。
当駅では列車停泊が設定されていないため、停泊する列車は桜水駅まで戻るようになっている。

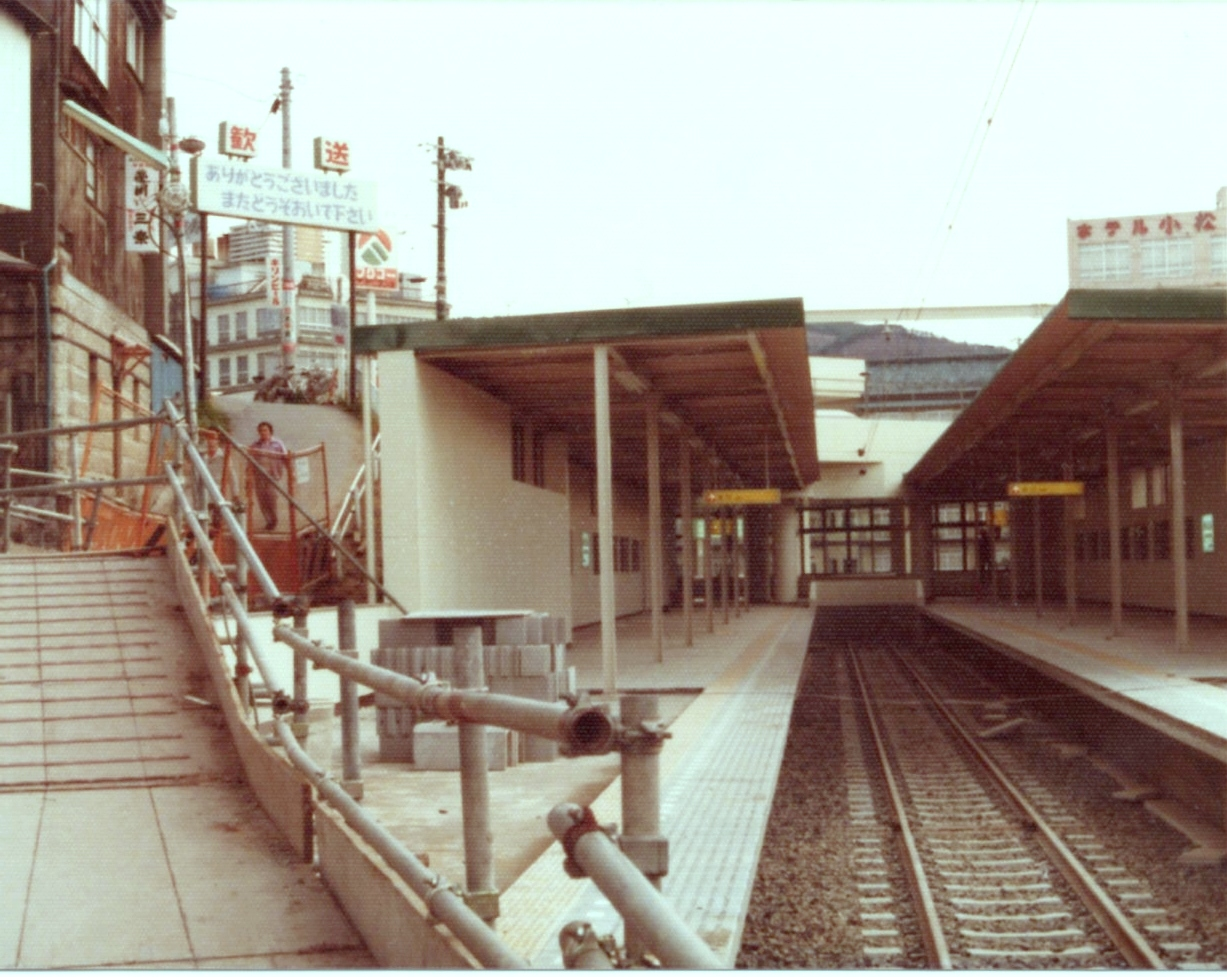
使用開始直前の新ホーム（1982年12月11日）
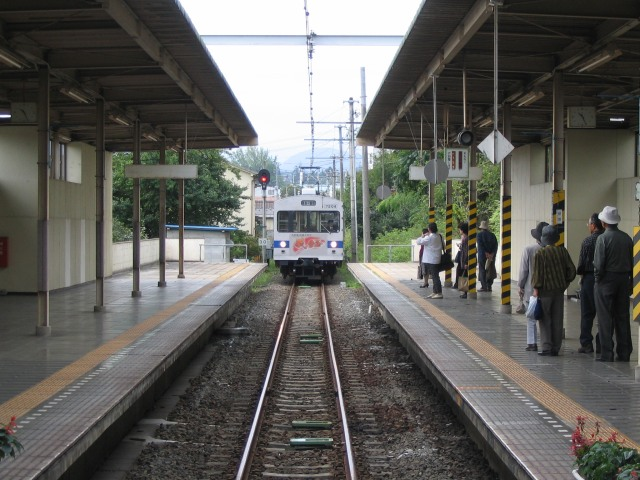
現在のホーム。写真左手が降車用、右手が乗車用（2005年9月）

## 利用状況
2010年度の乗車人員は433人であった。
近年の1日平均乗降・乗車人員は以下の通り。
| 年度   | 1日平均 乗車人員 | 1日平均 乗降人員 |
| ------ | ---------------- | ---------------- |
| 2010年 | 433              |                  |
| 2011年 |                  | 889              |
| 2012年 |                  | 913              |
| 2013年 |                  | 1,001            |
| 2014年 |                  | 959              |
| 2015年 |                  | 1,086            |
| 2016年 |                  | 1,181            |
| 2017年 |                  | 1,071            |
| 2018年 |                  | 1,023            |

## 駅周辺

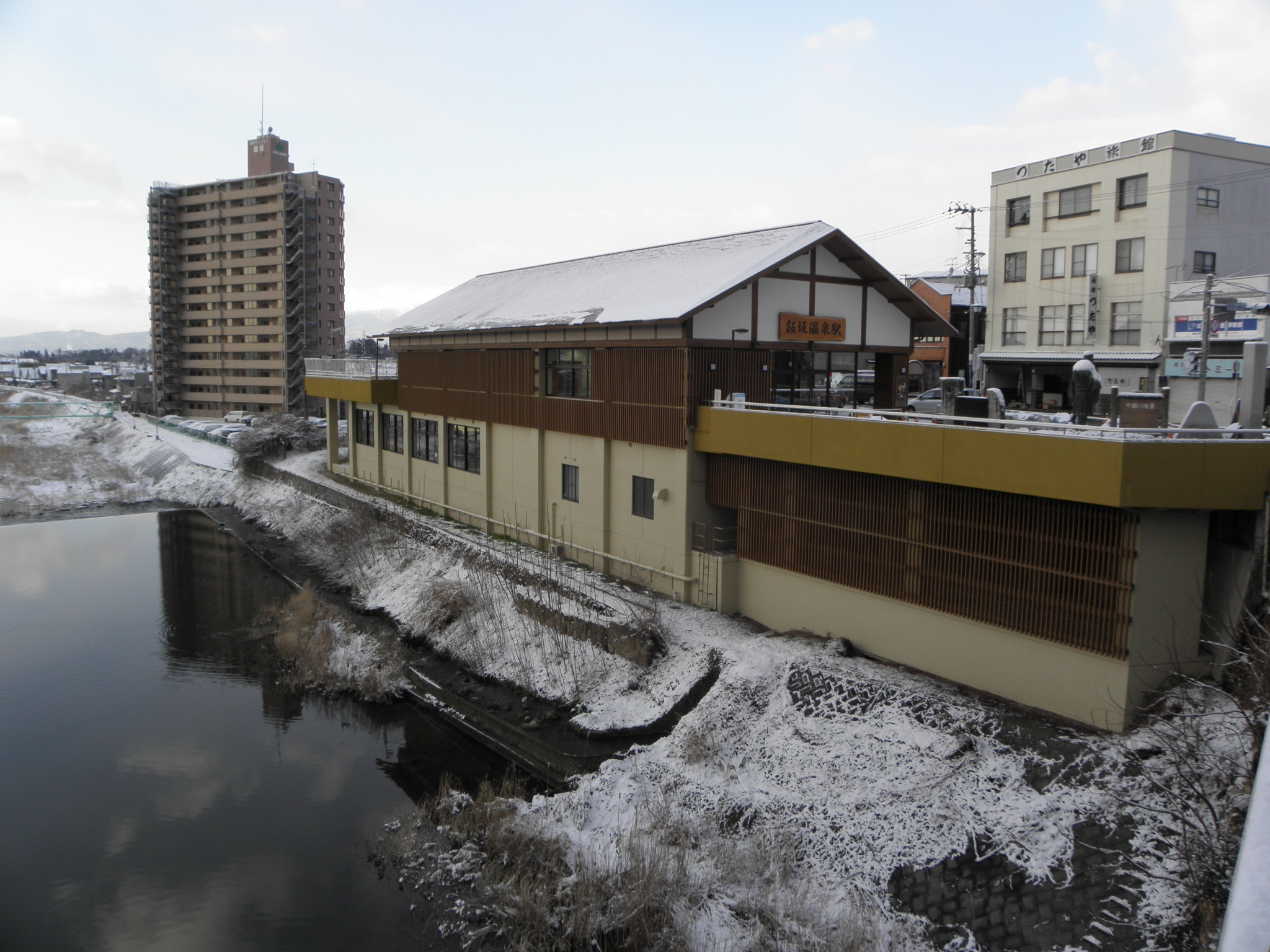
十綱橋から摺上川と駅舎を眺める（2011年3月）

奥州三名湯の一つ飯坂温泉の玄関口。駅のすぐ横を摺上川が流れており、駅前には十綱橋が架かっている。駅前にはタクシー乗り場や旅館の送迎バスなどの発着するスペースがある。
- 飯坂温泉観光協会・飯坂温泉旅館協同組合
- 鯖湖湯（共同浴場）
- 波来湯（共同浴場）
- 旧堀切邸
- 福島北警察署飯坂幹部交番
- 飯坂消防署
- 福島市立飯坂小学校
- 福島市立大鳥中学校
- 福島市立おおとり幼稚園
- 社会福祉法人私立飯坂保育所
- パルセいいざか（福島市飯坂温泉観光会館）
- 飯坂郵便局
- 湯野郵便局
- 福島県道3号福島飯坂線
- 福島県道5号上名倉飯坂伊達線（県道3号・県道124号・国道399号と重複）
- 福島県道124号飯坂桑折線（県道5号・国道399号と重複）
- 福島県道319号穴原十綱線
- 国道399号

## バス路線
駅北側に「飯坂温泉駅」停留所がある。
- 福島交通
  - 杉の平線
  - 飯坂・中茂庭線

駅から約300 mの駅東側の摺上川を渡った先にある「湯野駅」停留所からは福島交通の伊達経由湯野線（伊達駅入口経由福島駅東口行）が運行されている。

## その他
- 飯坂温泉の玄関口であるとして2002年（平成14年）、東北の駅百選に選定された。
- JRとの連絡運輸の取り扱いがある。

## 隣の駅
福島交通
■飯坂線
花水坂駅 - 飯坂温泉駅